# Рейнджер, Генри
Генри Рейнджер (англ. Henry Ward Ranger; 1858—1916) — американский художник-пейзажист, работавший в стиле тонализм; основатель художественной колонии Олд Лайм.

## Биография
Родился 29 января 1858 года в городе Сиракьюс, штат Нью-Йорк, в семье Ward Valencourt Ranger и Martha Marie.
Вырос в Сиракьюсах, где его отец работал коммерческим фотографом, имея художественное образование, а позже преподавал рисунок. Генри получил первые уроки рисунка и живописи от своих родителей. Окончив государственную школу, учился в Сиракузском университете в течение двух лет, где изучал искусство. Работая в отцовском фотографическом бизнесе, он начал писать акварельные пейзажи. В 1878 году Рейнджер переехал в Нью-Йорк, где познакомился с произведениями Барбизонской школы живописи. В 1883 году он женился на Хелен Дженнингс (англ. Helen Jennings), разведённой актрисе, имеющей сына.
После женитьбы вся семья переехала в Европу, посетив сначала Париж, затем поселившись в Ларене, Голландия, где Генри стал работать с художниками Гаагской школы живописи — Йозефом Исраэлсом и Антоном Мауве. Рейнджер был принят сообществом голландских живописцев и приобрел у них некоторые навыки живописи. Художнику нравилось жить в скромном городке; его работы были приняты в конце 1880-х годов Парижским салоном и приобретались голландскими коллекционерами.
Вернувшись в США, в 1888 году художник создал в Нью-Йорке собственную студию; его работы приобретались американскими коллекционерами. Принимал участие в выставках, стал одним из лидеров художественного направления тонализм.
Рейнджер в 1899 году останавливался в доме Флоренс Грисуолд в городке Олд-Лайм, штат Коннектикут, где решил организовать художественную колонию, вдохновлённый местными пейзажами, сходными с Барбизоном. В 1904 году он переселился в местечко, находящееся в двадцати милях к востоку от города Noank, где продолжал писать местные пейзажи, на которые повлиял американский импрессионизм.
Умер 7 ноября 1916 года в Нью-Йорке.
После его смерти продававшиеся работы художника приносили хороший доход. Будучи коммерчески успешным художником, Рейнджер завещал Национальной академии дизайна сумму, колеблющуюся по разным данным от $250 000 до $400 000, что позволило Смитсоновскому музею американского искусства приобрести ряд работ американских художников.

Некоторые работы
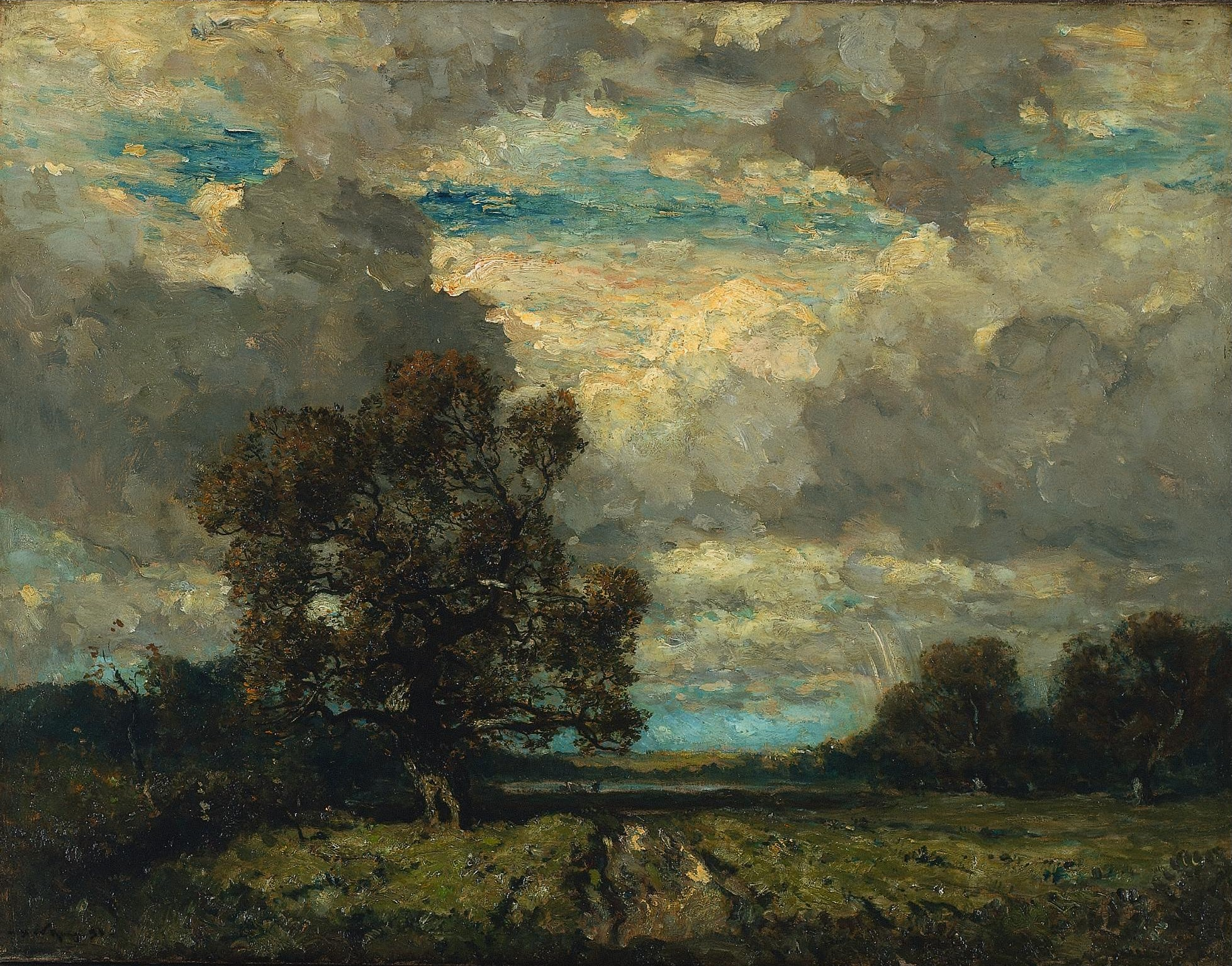
The Lone Sentinel
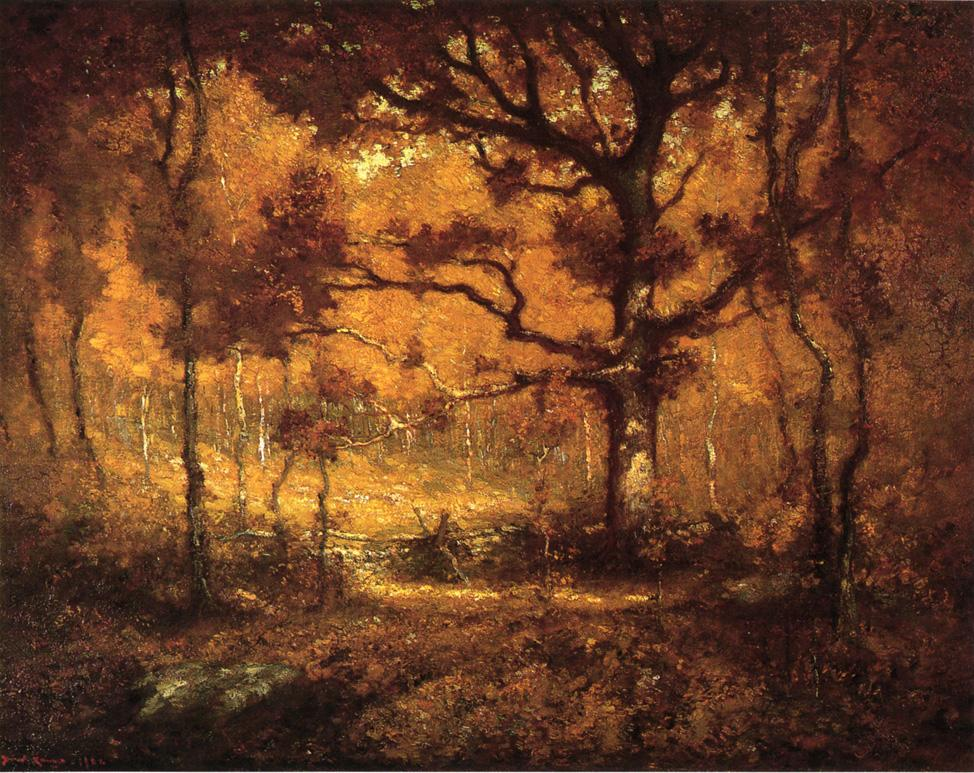
Autumn Woodlands
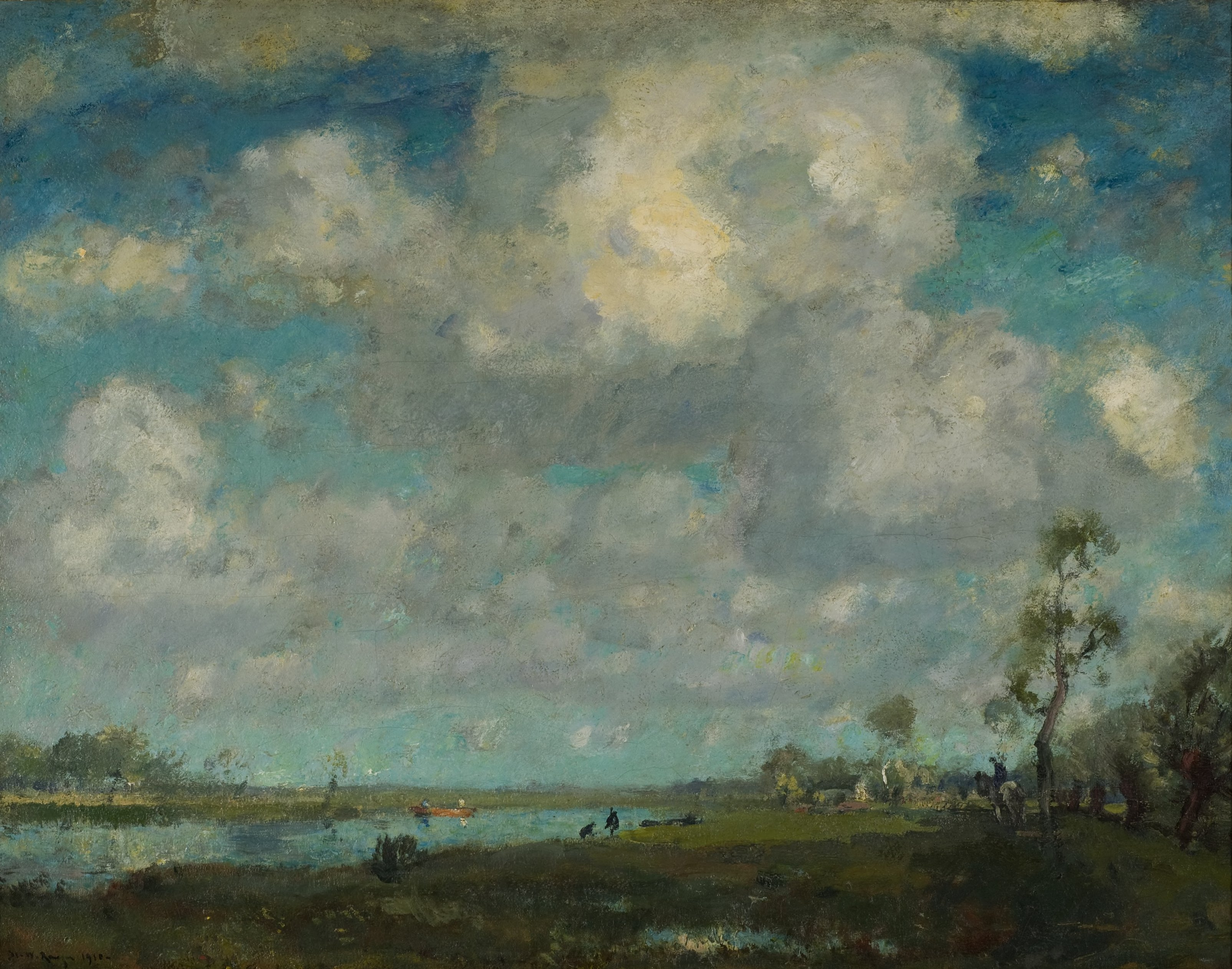
Groton Long Point
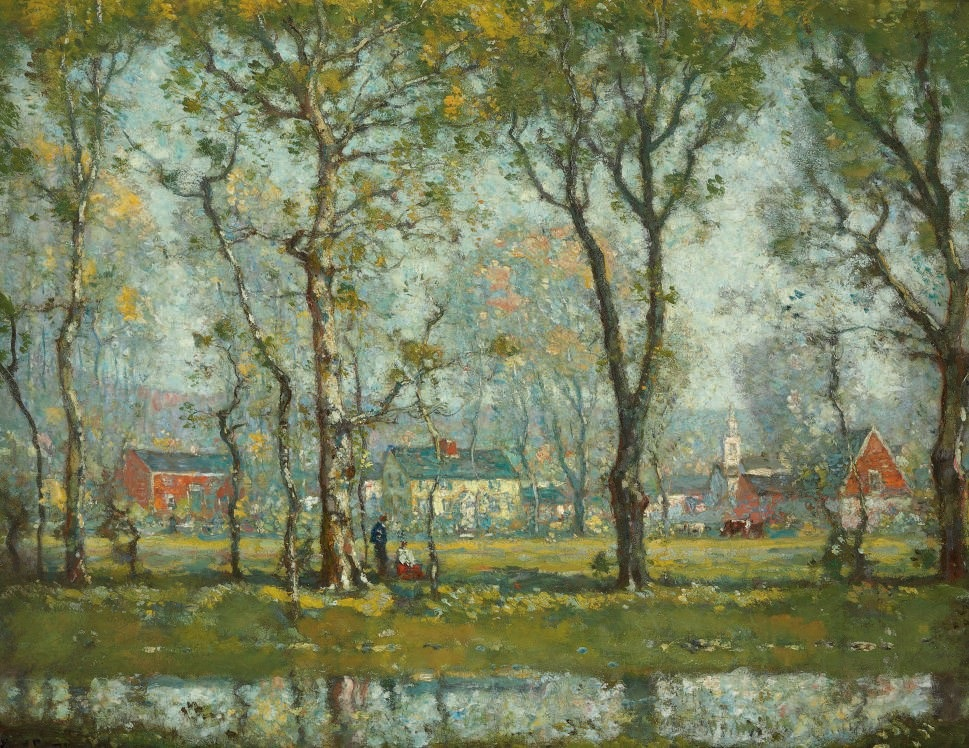
New England Village